# عشرت شیرازی
عشرت شیرازی متولد ۱۲۴۰ قمری، از زنان شاعر اهل شیراز بود. به نوشتهٔ مؤلف تذکره دلگشا در مجلسی جواب غزل مشکلی از وی خواسته شد و او فی‌البداهه غزل را گفت و برخاست. عشرت، حسینعلی میرزا فرمانفرما را مدح می‌گفت و از او صله دریافت می‌داشت. وی با رمل نیز آشنا بود.